# Live at Wacken Open Air 2006: A Night to Remember – A Journey Through Time
| Scorpions: Live at Wacken Open Air 2006: A Night to Remember – A Journey Through Time | Scorpions: Live at Wacken Open Air 2006: A Night to Remember – A Journey Through Time |
| ------------------------------------------------------------------------------------- | --- |
| Label:                                                                                | Sony Music |
| Format:                                                                               | DVD |
| Genre:                                                                                | Hard Rock |
| Jahr:                                                                                 | 30. November 2007 |
| Laufzeit:                                                                             | ca. 139 Min. |
| Besetzung:                                                                            | - Gesang: Klaus Meine - Rhythmus-Gitarre: Rudolf Schenker - Lead-Gitarren: Matthias Jabs - Lead-Gitarren: Uli Jon Roth - Lead-Gitarren:Michael Schenker - Bass: Paweł Mąciwoda - Schlagzeug: James Kottak - Schlagzeug: Herman Rarebell |
| FSK:                                                                                  | ab 0 Jahren |
| Technische Daten                                                                      | |
| Bildformat:                                                                           | 16:9 |
| TV-Norm:                                                                              | PAL |
| Tonformate:                                                                           | Dolby Digital 5.1, PCM Stereo |

Live at Wacken Open Air 2006: A Night to Remember – A Journey Through Time ist eine Live-DVD der deutschen Hard-Rock-Band Scorpions, die am 3. August 2006 im Rahmen des Wacken-Open-Air-Festivals aufgezeichnet wurde und Ende des Jahres 2007 in Europa bzw. am 12. Februar 2008 im amerikanischen Gebiet veröffentlicht wurde.

## Hintergrund
Am Donnerstag, den 3. August 2006 traten die Scorpions beim Wacken Open Air als letzte Band des Tages auf. Vorab wurden 50 Lieder von der Band ins Internet gestellt, von denen der überwiegende Teil der beliebtesten bzw. am meisten gewählten Songs auf die Setlist dieses Konzert gesetzt wurden. Die Botschaft der Band lautete dabei: „Ihr macht das Voting für die Songs, die Ihr in Wacken hören wollt.“ Das Konzert sahen rund 60.000 Besucher, gleichzeitig wurde es auch per Livestream im Internet übertragen.
Das Herausragende an der Show ist, dass viele ehemalige Mitglieder der Gruppe als Gast auf der Bühne standen und die Setlist ein sehr breites Spektrum der Karriere abdeckte. So spielten sie mit ihrem ehemaligen Lead-Gitarristen Uli Jon Roth Stücke, wie z. B. Speedy’s Coming oder We’ll Burn the Sky, die von der Band seit langem nicht mehr aufgeführt worden waren. Einige bekannte Lieder wie Wind of Change (ihr größter Single-Erfolg) oder Send Me An Angel fehlten dagegen im Programm. Auch die Ex-Bandmitglieder Michael Schenker (Lead-Gitarre) und Herman Rarebell (Schlagzeug) wirkten mit. Letzterer bot mit seinem Nachfolger James Kottak ein Doppel-Schlagzeugsolo dar. Weiterhin erwähnenswert ist die Tatsache, dass Klaus Meine bei Speedy’s Coming in einem der Refrains statt wie in der Studioversion Alice Cooper und Ringo Starr, die beiden Gitarristen Matthias Jabs (Scorpions) und Michael Schenker (Ex-Scorpions) sowie den Bassisten Paweł Mąciwoda nennt.

## Titelauswahl
Die Setlist des Konzertes wurde hier von den Fans zusammengestellt, die aus 50 von der Band ins Internet gestellten Liedern die Auswahl hatten, die Songs zu wählen, die sie beim Wacken-Auftritt hören wollten. Wie auch Klaus Meine bei dem Auftritt bestätigt, sind dabei einige Überraschungen herausgekommen. So werden einige Songs dargeboten, die die Band seit langem nicht mehr live präsentiert hatte, zudem wird hier ein enormer Teil der Karriere der Gruppe zusammengefasst. Ganze sechs der acht Lieder des 1979er-Albums Lovedrive haben es auf die Setlist des Konzertes geschafft. Weiterhin zu erwähnen sei noch, dass nicht der komplette Wacken-Auftritt auf der DVD enthalten ist. So spielten die Scorpions neben den auf der DVD enthaltene Titel, noch folgende Lieder:
- Dark Lady (zwischen Speedy’s Coming und We’ll Burn the Sky, mit Uli Jon Roth)
- He’s a Woman - She’s a Man (zwischen In Trance und  In Search of the Peace of Mind, mit Uli Jon Roth und Michael Schenker)
- In Search of the Peace of Mind (zwischen He’s a Woman - She’s a Man und Dynamite, mit Uli Jon Roth, Michael Schenker und Tyson Schenker)
- Dynamite (zwischen In Search of the Peace of Mind und Rock You Like a Hurricane)

Klaus Meine kündigt vor In Trance noch „einige weitere“ Songs mit „ein paar Überraschungen“ an, auf der – verkürzten – DVD folgen letztlich aber nur noch In Trance und der etablierte Abschiedssong Rock You Like a Hurricane. Dies liegt im Herausschneiden von ganzen drei (in der Tat recht besonderen) Zugaben begründet. Weshalb die besagten Lieder auf der DVD-Veröffentlichung fehlen, ist nicht bekannt. Unabhängig von der DVD ist beim Betrachten der Setlist also festzustellen, dass bei diesem Auftritt ein Titel (In Search of the Peace of Mind) der ersten, 1972 herausgebrachten Scorpions-Platte Lonesome Crow gespielt wurde, aber auch ein Stück des zu dieser Zeit aktuellen Albums Unbreakable (Love ’Em or Leave 'Em). Lediglich die Bandphase von Anfang der 90er-Jahre (seit dem Album Face the Heat, 1993) bis Anfang des neuen Jahrtausends (Acoustica, 2001) wurde nicht berücksichtigt. Mit einer Länge von über zweieinhalb Stunden gehört das Konzert zu den längsten der Band und zusätzlich ist es auch das längste bislang auf DVD veröffentlichte Konzert der Gruppe.

## Rezeption
Die Website www.metal.de bezeichnete den Auftritt als „Highlight“ des Wacken Open Air 2006, die Musiker hätten eine „Klasseleistung“ geboten. Der Titel A Night to Remember passe für den „genialen Auftritt“ „wie die Faust aufs Auge“. Dass statt der vollen Punktzahl zehn hier neun Punkte vergeben wurden, lag an „Mängeln in der Bildführung“. Auf www.stormbringer.at wurde die Bildqualität als „zufriedenstellend“ bezeichnet, die Tonqualität als „perfekt“. Hervorgehoben wurde die Spielfreude der Band. Zum „perfekten Rundum-Fanpaket“ fehlten jedoch Interviews oder Backstage-Berichte. Vier von fünf Punkten waren die Bewertung. Weiterhin ein Auszug aus einem Konzertbericht des Festivals aus dem Magazin Rock Hard von Autor Andreas Himmelstein: „… Vom ersten Ton an merkt man der Band an, dass sie Bock hat: Bock zu rocken und alles zu geben. Spielerisch gibt es bei den Hannoveranern auch nach über 30 Jahren eh selten was zu meckern …“. Weiterhin bezeichnet der Autor im selben Artikel diesen Auftritt als „einen der besten Scorpions-Gigs aller Zeiten“ und als eine „fantastische Aktion“.

## Titelliste
1. Coming Home
2. Bad Boys Running Wild
3. The Zoo
4. Loving You Sunday Morning
5. Make It Real
6. Pictured Life (mit Uli Jon Roth)
7. Speedy’s Coming (mit Uli Jon Roth)
8. We’ll Burn the Sky (mit Uli Jon Roth)
9. Love 'Em or Leave 'Em
10. Don’t Believe Her
11. Tease Me Please Me
12. Coast to Coast (mit Michael Schenker)
13. Holiday (mit Michael Schenker)
14. Lovedrive (mit Michael Schenker)
15. Another Piece of Meat (mit Michael Schenker)
16. Kottak Attack
17. Blackout (mit Herman Rarebell)
18. No One Like You (mit Herman Rarebell)
19. Six String Sting
20. Big City Nights
21. Can’t Get Enough
22. Still Loving You
23. In Trance (mit Uli Roth und Michael Schenker)
24. Bolero (mit Uli Roth, Michael Schenker, Tyson Schenker und Herman Rarebell)
25. Ready to Sting
26. Rock You Like a Hurricane